# Бернё, Симеон Франсуа
Симео́н Франсуа́ Бернё (фр. Siméon-François Berneux , кор.  장경일, 張敬一, Jang Gyeong-il, 14.05.1814, Шато-дю-Луар, Франция — ум. 7.03.1866, Сеул, Корея) — святой Римско-Католической Церкви, епископ, мученик, член католической миссионерской организации «Парижское Общество Заграничных Миссий».

## Биография
Симеон Франсуа Бернё родился в бедной семье. В 1831 году вступил на обучение в семинарию в городе Ле-Ман. 30 мая 1837 года был рукоположён в сан священника, после чего работал преподавателем и духовным наставником в семинарии. 15 апреля 1839 года вступил в католическую миссионерскую организацию «Парижское Общество Заграничных Миссий». 15 января 1840 года отправился из Парижа на миссию в Корею, где в то время происходили гонения на католиков. 5 августа 1854 года был назначен римским папой Пием IX генеральным апостольским викарием для Кореи и титулярным епископом. Будучи епископом, основал семинарию в Корее и издавал католические книги.
Был арестован 23 февраля 1866 года и казнён 8 марта 1866 года в Сеуле.

## Прославление
Симеон Франсуа Бернё был причислен к лику блаженных 6 октября 1968 года Римским папой Павлом VI и причислен к лику святых 6 мая 1984 года Римским папой Иоанном Павлом II в группе 103 корейских мучеников.
В 2001 году его мощи были перенесены из Сеула в Берлин, Германия.
День памяти в Католической Церкви — 20 сентября.

## Источник
- Письмо Конференции католических епископов Кореи, № 51 (лето 2005 года) (недоступная ссылка)